# 3131 Mason-Dixon
Mason-Dixon (asteróide 3131) é um asteróide da cintura principal, a 2,8156507 UA. Possui uma excentricidade de 0,0372516 e um período orbital de 1 826,79 dias (5 anos).
Mason-Dixon tem uma velocidade orbital média de 17,41645556 km/s e uma inclinação de 2,40773º.
Este asteróide foi descoberto em 24 de Janeiro de 1982 por Edward Bowell.